# المنور التلمساني
أبو عبد الله محمد بن عبد الله بن أيوب التلمساني المالكي، المعروف بـ المنور التلمساني هو فقبه، محدث، أديب، رحالة، و زاهد متصوف جزائري.
ولد بتلمسان، دون أن يعرف التاريخ بالضبط. نشأ بها، وأخذ عن علمائها. من بين شيوخه:
- الشيخ مصطفى الرماصي: أخذ عنه الفقه.
- الشيخ سيدي امحمد بن أبي زيان القندوسي : أخذ عنه الطريقة الشاذلية.

## رحلته في طلب العلم
اٍرتحل إلى المشرق، فأخذ عن كثير من علمائه وأجازوه، منهم: 
- أحمد بن مبارك اللمطي
- محمد المسناوي
- محمد بن عبد الرحمن بن زكري

## تفرغه للتدريس
تولى التدريس بالجامع الأزهر، وأخذ عنه أعلام منهم: 
- الشيخ محمد بن عبد الرحمن الأزهري
- أحمد بن عمار

أخذ عنه عهد الطريقة الشاذلية وأورادها.
- عبد القادر المشرفي
- الحافظ الزبيدي: الذي ذكره في ألفية السند

الجهبذ البارع في الفنون***عالم قطر المغرب الميمون
لقيته بمصر لما وردا***أجازني ونلت منه المددا
توفي يوم 12 شوال 1173 ه / 1760 م بمصر بعد رجوعه من الحج.

## المؤلفات
له مجموع في إجازات مشائخه، ذكر بعضها الكتاني في فهرس الفهارس.